# Phuntsholing
Phuntsholing er en by i det sydvestlige Bhutan, med et indbyggertal (pr. 2005) på cirka 21.000. Byen ligger i distriktet Chukha, på grænsen til nabolandet Indien.
26°51′N 89°23′Ø / 26.850°N 89.383°Ø